# Helene von Druskowitz
Helene von Druskowitz, nata Helena Maria Franziska Druschkovich (Hietzing, 2 maggio 1856 – Amstetten, 31 maggio 1918), è stata una filosofa, scrittrice e critica musicale austriaca.
È la seconda donna a conseguire il dottorato in filosofia a Zurigo. Ha spesso pubblicato le proprie opere con uno pseudonimo maschile a causa del sessismo che predominava in quegli anni.

## Biografia
Helene Druskowitz nacque a Hietzing, Vienna. Nel 1874 si trasferì a Zurigo e completò la maturità nel 1878. Studiò filosofia, archeologia, letteratura tedesca, orientalismo e lingue moderne. Divenne la prima donna austriaca e la seconda studentessa di lingua tedesca, dopo la polacca Stefania Wolicka, a conseguire il dottorato in filosofia con una tesi sul Don Giovanni di Lord Byron. Subito dopo lavorò come professoressa di storia della letteratura in diverse università (Vienna, Zurigo, Monaco di Baviera, Basilea). Viaggiò poi in Nord Africa, Francia, Italia e Spagna prima di tornare a Vienna. Nel 1881 incontrò Marie von Ebner-Eschenbach che la introdusse nel suo circolo letterario. Tre anni dopo conobbe Lou von Salomé e Friedrich Nietzsche, ai quali venne presentata attraverso la cerchia di Malwida von Meysenbug. Helene Druskowitz è una delle poche privilegiate a ricevere una copia del quarto libro di Così parlò Zarathustra, pubblicato a spese dell'autore. Tuttavia, la sua amicizia con Nietzsche non durò a lungo.
Il fratello di Helene morì nel 1886 e sua madre nel 1888. Nel 1887 iniziò una relazione romantica a Dresda con la cantante lirica Therese Malten. Cominciò a bere in modo eccessivo ed ebbe seri problemi di droga. Dopo la sua rottura romantica nel 1891, finì per sprofondare nell'alcolismo e fu mandata in un ospedale psichiatrico a Dresda.
Morì alla fine di maggio 1918 a Mauer-Öhling, un quartiere di Amstetten in Austria, di dissenteria, dopo aver trascorso gli ultimi 27 anni della sua vita in un istituto psichiatrico.

## Opere
- Sultan und Prinz (1882)
- Der Präsident vom Zitherclub (1883–84)
- Percy Bysshe Shelley (1884)
- Drei englische Dichterinnen (Three English Writers, 1885)
- Moderne Versuche eines Religionsersatzes (1886)
- Wie ist Verantwortung und Zurechnung ohne Annahme der Willensfreiheit möglich? (1887)
- Zur neuen Lehre. Betrachtungen (1888)
- Zur Begründung einer neuen Weltanschauung (Zur neuen Lehre) (1889)
- Eugen Dühring. Eine Studie zu seiner Würdigung (1889)
- Aspasia (1889)
- Die Pädagogin (1890)
- Philosophischer Rundfragebogen (1903)
- Pessimistische Kardinalsätze (1988, con il titolo Der Mann als logische und sittliche Unmöglichkeit und als Fluch der Welt)